# نظرية النموذج المثالي
نظرية النموذج المثالي هي مقترح يتعلق بالطريقة التي يصنف بها البشر الأشياء والأفكار في علم النفس. وهو يرى بأن الأفراد يصدرون أحكامًا عن طريق مقارنة المحفزات الجديدة مع الحالات المخزنة فعلياً في الذاكرة. المثيل المخزن في الذاكرة هو " المثال ". يتم تعيين الحافز الجديد إلى فئة تستند إلى أكبر عدد من أوجه التشابه التي يحملها مع النماذج المخزونة في تلك الفئة. على سبيل المثال، يقترح النموذج أن ينشئ الناس فئة «الطيور» من خلال الاحتفاظ في ذاكرتهم بمجموعة من جميع الطيور التي رأوها سابقاً كالعصافير والنعام والبطاريق، إلخ. إذا كان المحفز الجديد مشابهًا بدرجة كافية لبعض أمثلة الطيور المخزنة، فسيقوم الشخص بتصنيف المحفز الجديد ضمن فئة «الطيور». أدت الإصدارات المختلفة لنظرية المثال إلى تبسيط الفكرة التي تتعلق بتعلم المفاهيم، لأنها تشير إلى أن الناس يستخدمون ذكريات واجهتهم لتحديد التصنيفات، بدلاً من إنشاء ملخص اضافي للتمثيلات.

## النموذج المثالي ونظرية النموذج
غالبًا ما تتناقض نظرية النموذج المثالي مع نظرية النموذج الأولي (prototype)، والتي تقترح طريقة أخرى للتصنيف. تتشابه النظريتان من حيث أنهما تؤكدان على أهمية التشابه في التصنيف من خلال التشابه مع النموذج الأولي أو النموذج المثالي، والذي يُمكن بواسطته فقط عزو المحفز الجديد لفئة معينة. يعتمد كلاهما أيضًا على نفس العملية المعرفية العامة: حيث أننا نواجه حافزًا جديدًا، يتم تفعيل مفهوم معين في الذاكرة، ثم نصدر حكمًا بالتشابه، ونستخلص استنتاج التصنيف. ومع ذلك، فإن تفاصيل النظريتين مختلفة. تقترح نظرية النموذج الأولي أن الحافز الجديد يُقارن بنموذج أولي واحد في الفئة الواحدة، بينما تقترح نظرية النموذج المثالي أن الحافز الجديد يُقارن بالعديد من النماذج المعروفة في الفئة الواحدة. من ناحية أخرى، تكون النماذج الأولية أقل مرونة من النماذج المثالية: يمكن للنماذج أن تحتسب بسهولة أكبر لأعضاء الفئة غير التقليدية، مثل كون البطريق جزءًا من فئة «الطيور»، لأن النموذج لا يميز خصائص فئة مثل النموذج الأولي. يمكن للنماذج المثالية أن تفهم الفئات المتغيرة - تلك التي لها خصائص أقل تمييزًا وبشكل أفضل من النماذج الأولية، التي تعتمد على الخصائص النموذجية لتحديد العضوية.
يمكن استخدام عملية التصنيف لتحديد نوع الحيوان الذي يستخدمه الكلب لتقديم مثال لاستخدام نظرية النموذج المثالي. سيتم أخذ جميع سمات الكلب في الاعتبار ومقارنتها بشكل منفصل مع الحيوانات الأخرى التي واجهها الفرد من قبل. يستنتج الفرد في النهاية أن الحيوان هو كلب لأنه يحتوي على كل الصفات المرتبطة مسبقًا بمثال الكلب. يمكن للفرد أن يتوصل إلى هذا الاستنتاج باستخدام نظرية النموذج الأولي إذا كان الكلب يحمل ملامح عامة للكلاب كالنباح والأرجل الاربع، لكن ماذا يحدث في نظرية النموذج الأولي إذا كان للكلب ثلاثة أرجل فقط ولم ينبح؟ هنا قد لا تسمح نظرية النموذج الأولي للفرد بأن يستنتج أن الحيوان هو كلب لأنه لا يحتوي على سمات نموذجية أولية، لكن نظرية النموذج المثالي ستأخذ في الاعتبار الأمثلة السابقة للكلاب التي لا تنبح أو الكلاب التي لديها إصابات، وبالتالي فهي مفقودة. طرق التصنيف المستندة إلى النموذج المثالي تمر بعناية من خلال كافة الأمثلة التي تمت مواجهتها في فئة معينة للسماح بتصنيف أكثر دقة.
هناك بيانات متناقضة حول دقة نظرية النموذج المثالي لتصنيفها عند مقارنتها بنظرية النموذج الأولي. على سبيل المثال، خلصت إحدى الدراسات التي أجريت في جامعة ولاية أريزونا إلى أن نظرية النموذج المثالي هي الأكثر دقة مع الحد الأدنى من الخبرة في الفئة لكن ومع تطور الخبرة، تصبح نظرية النموذج الأولي أكثر دقة. رغم ذلك، تظهر دراسة أخرى دليلًا على أن النهج القائم على النموذج المثالي هو أكثر دقة نظرًا لأنك أصبحت أكثر دراية بفئة ما من خلال المعرفة بأعضاءها أكبر من تلك المعرفة التي يمكن تمثيلها بنموذج أولي واحد. من الواضح أن هناك بعض المواقف التي يكون فيها النهج القائم على النموذج المثالي هو الأكثر دقة فيما لا تكون الأكثر دقة في مواقف أخرى. ومع ذلك، فمن الواضح أن المخ يستخدم بشكل طبيعي مجموعة من أساليب التصنيف في الحياة اليومية.

## القياسية والنماذج المثالية
القياسية أو النموذجية هي فكرة ترتبط غالبًا بنظرية النموذج، حيث تعتبر أفضل النماذج أو النماذج التي تشترك بمعظم الخصائص مع نماذج أخرى من الفئة، تعد حالات قياسية وتؤدي إلى تصنيف أسرع للمنبهات الجديدة التي تشبه هذه النماذج القياسية. من المرجح أن تقدم النماذج النموذجية مطابقة دقيقة عند تصنيف عنصر جديد. على سبيل المثال، عندما يُطلب من المرء إنشاء قائمة من الفواكه فإن كل من التفاح والبرتقال والموز سيتبادرون إلى الذهن نظرًا لاعتبار القائمة أكثر نموذجية. فيما قد تظهر ثمار أخرى مثلثمر النجم أو التين في القائمة ولكنها تتطلب بحثًا أكثر شمولًا خلال الذاكرة.